# Elisa Díaz González
Elisa Díaz González (Alicante, 1977) es una política española, hija de Luis Díaz Alperi, exalcalde de Alicante (1995-2008). Es militante del Partido Popular de la Comunidad Valenciana.

## Biografía
Licenciada en derecho y con máster en Ordenación del Territorio y Urbanismo, obtuvo la plaza de técnico de Administración General del Ayuntamiento de Alicante en 2006, siendo su padre alcalde. logrando posteriormente la segunda mejor nota en una oposición en el Ayuntamiento de Alicante. En abril de 2009 tomó posesión como diputada en las Cortes Valencianas en sustitución de José Ciscar, quien había dejado el cargo por ser delegado del Consejo en Alicante.
En las elecciones autonómicas de 2011 no renovó el acta de diputada y fue nombrada Directora Territorial de Urbanismo en Alicante casi a la vez que salía a la luz un presunto caso de corrupción política en torno a la redacción del Plan Urbanístico de Alicante, siendo su padre alcalde de la ciudad. Tras múltiples acosos por la prensa, el señor Díaz fue absuelto en 2024. En 2012 sustituyó en su escaño a Pedro Hernández Mateo, revalidando el escaño en las elecciones a las Cortes Valencianas de 2015 y luego en las de 2019.